# Launcestoni repülőtér
A Launcestoni repülőtér (IATA: LST, ICAO: YMLT) Ausztrália egyik nemzetközi repülőtere, amely Launceston közelében található. Éves utasforgalma 1 165 814 fő (2022).

## Futópályák
A repülőtér futópályái:
- 14R/32L (1981 m, 45 m, aszfalt)
- 14L/32R (700 m, 18 m, fű)
- 18/36 (690 m, 18 m, fű)

## Forgalom
Az utasforgalom az elmúlt években az alábbi módon változott:
| Utasok száma | 597 081 | 391 068 | 486 894 | 558 837 | 509 012 | 963 333 | 1 157 967 | 1 289 182 | 1 381 741 | 1 165 814 |
|              | 1985    | 1989    | 1993    | 1997    | 2001    | 2006    | 2010      | 2014      | 2018      | 2022      |

## Légitársaságok és úticélok
2025-ben a Launcestoni repülőtérről az alábbi járatok indulnak (Utoljára frissítve: 2025-02-23):
| Légitársaság         | Célállomások                                            |
| -------------------- | ------------------------------------------------------- |
| Airlines of Tasmania | Cape Barren Island, Flinders Island, Hobart–Cambridge   |
| Jetstar              | Brisbane, Melbourne, Sydney                             |
| QantasLink           | Melbourne, Sydney Szezonális: Brisbane                  |
| Sharp Airlines       | Burnie, Flinders Island, Hobart, King Island            |
| Virgin Australia     | Brisbane, Melbourne, Sydney Szezonális: Adelaide, Perth |

### Cargo
| Légitársaság        | Célállomások      |
| ------------------- | ----------------- |
| Qantas Freight      | Hobart, Melbourne |
| Team Global Express | Melbourne         |